# Exótica (álbum)
Exótica é o sexto álbum de estúdio a solo da cantora portuguesa Ana Malhoa. Foi lançado a 24 de junho de 2008 pela editora Espacial.
Contém 10 faixas, incluindo o hit single "Nada é Proibido", que atingiu a 3ª posição entre as mais tocadas nas rádios portuguesas, a balada "Já Não Sei O Que Sinto", uma versão rock do clássico "Começar no A", do programa "Buéréré" que Ana Malhoa apresentou na SIC nos anos 90 e ainda uma versão rock da canção Gimme More, popularizada pela cantora Britney Spears. Exótica foi o primeiro álbum de estúdio de Ana Malhoa a não receber nenhuma certificação de vendas em Portugal, atingindo a posição de número 9 do Top Oficial da AFP, a tabela semanal dos 30 álbuns mais vendidos em Portugal, tendo ficado nesta listagem um total de 6 semanas, vendendo 7.000 cópias.
Primeiramente Ana Malhoa tinha pensado num look de Blonde Latine para a arte gráfica deste trabalho, tendo mesmo chegado a fazer uma sessão fotográfica no Brasil, que obteve muita atenção da imprensa na altura, mas devido à vertente rock que o mesmo contém, a cantora mudou de ideias, optando por um visual de punk/rock, de cabelo curto.

## Faixas
| N.º | Título                                | Compositor(es)                                             | Duração |  |
| 1.  | "Nada é Proibido"                     | Jorge do Carmo, Ana Malhoa, Jorge Moreira                  | 3:31    |  |
| 2.  | "Já Não Sei o que Sinto"              | Jorge do Carmo, Ana Malhoa, Jorge Moreira                  | 3:57    |  |
| 3.  | "Minha Alma Latina"                   | Jorge do Carmo, Ana Malhoa, Jorge Moreira                  | 3:53    |  |
| 4.  | "Tu És o Fogo"                        | Jorge do Carmo, Ana Malhoa, Jorge Moreira                  | 3:18    |  |
| 5.  | "Quente Desejo"                       | Jorge do Carmo, Ana Malhoa, Jorge Moreira                  | 3:19    |  |
| 6.  | "Contigo Vou Vibrar"                  | Jorge do Carmo, Ana Malhoa, Jorge Moreira                  | 3:35    |  |
| 7.  | "Começar no A (Versão Rock)"          | Toy                                                        | 3:00    |  |
| 8.  | "Gimme More"                          | Nate Hills, James Washington, Keri Hilson, Marcella Araica | 3:29    |  |
| 9.  | "Brinca Comigo Pai (com José Malhoa)" | Jorge do Carmo, Ana Malhoa, José Malhoa                    | 4:49    |  |
| 10. | "Angel"                               | Jorge do Carmo, Ana Malhoa, Jorge Moreira                  | 3:02    |  |

## Posições
| Paradas (2008)       | Posições |
| -------------------- | -------- |
| Portugal - AFP       | 9        |
| Espanha - PROMUSICAE | 72       |

| País / Certificadora | Certificação | Vendas |
| -------------------- | ------------ | ------ |
| Portugal AFP         |              | 7.000  |

## Histórico de lançamento
| País           | Data                | Formato | Gravadora             |
| -------------- | ------------------- | ------- | --------------------- |
| Portugal       | 24 de junho de 2008 | CD      | Espacial              |
| União Europeia | 25 de julho de 2008 | CD      | Universal Music Group |
| América Latina | 25 de julho de 2008 | CD      | NovoDisc O.D. Group   |
| Estados Unidos | 25 de julho de 2008 | CD      | RMM Records & Video   |
| Canadá         | 25 de julho de 2008 | CD      | Unidisc Music         |